# 운전가요앨범
김윤경의 운전가요앨범은 TBN 대전교통방송(대전·세종·충청 FM 102.9㎒, 서산 FM 103.9㎒)에서 주말 밤 8시부터 9시 55분까지 방송 되는 라디오 가요 프로그램이다.

## 코너소개

### 매일코너
- 주말엔, 휴일엔 신청곡 - 애청자분들의 신청곡 & 사연
- 교통안전 희망에세이 - 희망을 소망합니다. 교통사고 없는 그날을
- 히든&히트 송 - 히트곡과 숨어있는 명곡을 들어보는 시간

### 토요일
- 히든&히트 송 : 히트곡과 숨어있는 명곡을 들어보는 시간
- 나만 안가본 우리 동네 : 우리 동네지만 새롭게 달라진 곳, 다른 지역사람들에게 소개할 만한 우리 지역 명소들을 문화관광해설사가 알려드립니다

### 일요일
- 히든&히트 송 : 히트곡과 숨어있는 명곡을 들어보는 시간
- 라디오 플레이존 : 집콕, 방콕 하는 분들의 스트레스 해소를 풀어드립니다